# Wojciech Korfanty
Wojciech Korfanty (ur. jako Adalbert Korfanty 20 kwietnia 1873 w Sadzawkach, zm. 17 sierpnia 1939 w Warszawie) – polski przywódca narodowy Górnego Śląska, chrześcijański demokrata, katolicki mąż stanu. Jedna z najważniejszych postaci Śląska i jego walki o przyłączenie do Polski. Jeden z ojców niepodległej Polski. Pośmiertnie odznaczony Orderem Orła Białego.

## Życiorys

### Młodość

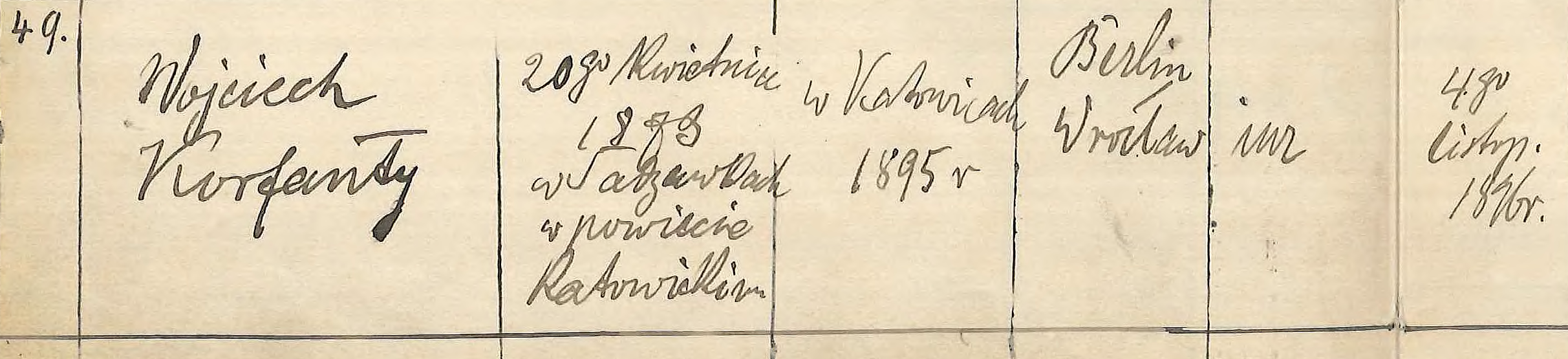
Wpis Wojciecha Korfantego do księgi Towarzystwa Akademików Górnoślązaków we Wrocławiu (1896)

Syn Józefa, górnika kopalni „Fanny”, i Karoliny z domu Klecha, którzy w życiu rodzinnym pielęgnowali i rozwijali wartości polskiego języka, katolickiej wiary i śląskiego obyczaju. Miał czwórkę rodzeństwa.
W 1879 rozpoczął naukę w niemieckiej szkole ludowej w Siemianowicach, następnie, od 1885, uczęszczał do katowickiego Gimnazjum Miejskiego (późniejsze III Liceum Ogólnokształcące im. Adama Mickiewicza w Katowicach, które w tamtym czasie znajdowało się w budynku obecnego VIII Liceum Ogólnokształcącego im. Marii Skłodowskiej-Curie w Katowicach), gdzie poznał Konstantego Wolnego. W szkole tej założył tajne koło, którego celem było szerzenie kultury polskiej i znajomości literatury. Duży wpływ wywarł wówczas na niego ks. Aleksander Skowroński, wikary w parafii św. Jadwigi Śląskiej w Królewskiej Hucie i tak jak on rodowity siemianowiczanin, z którym już wcześniej spotykał się na ulicach i podwórkach Siemianowic. Nawiązał kontakty z działaczami z Wielkopolski. Brał udział w propolskich zebraniach. Negatywnie wyrażał się o Ottonie von Bismarcku, za co został relegowany 14 sierpnia 1895 z klasy maturalnej. Szkołę średnią ukończył w grudniu 1895, po interwencji Józefa Kościelskiego, posła do Reichstagu z Wielkopolski, jako ekstern i jeszcze w tym samym roku rozpoczął studia na Politechnice w Charlottenburgu.
Jesienią 1896 przeniósł się na Królewski Uniwersytet we Wrocławiu (Königliche Universität zu Breslau). Mieszkał w pokoju wynajętym przy Ottostraße 19 (dziś ul. Kazimierza Jagiellończyka), studiował na Wydziale Filozoficznym i zaliczył dwa semestry roku akademickiego 1896/1897. Należał do studenckiej korporacji założonej przez Górnoślązaków studiujących na wrocławskich uczelniach – Towarzystwa Akademików Górnoślązaków, które w 1899 zostało rozwiązane przez władze. Studia przerwał na dwa lata, podczas których pracował jako korepetytor u litewskiego arystokraty Zygmunta Jundziłły, któremu towarzyszył w podróży po Europie. Dzięki korepetycjom zarobił pieniądze na dalsze studia. Podjął studia na tym samym wydziale, miał m.in. zajęcia z ekonomii politycznej u profesora Wernera Sombarta, z którym utrzymywał kontakty jeszcze przez wiele lat. Mieszkał w tym czasie w pensjonacie przy Neue Junkerstrasse 5c (ul. Jana Kilińskiego). Pod koniec studiów przeniósł się w maju 1901 do Berlina. W sierpniu tego roku ukończył studia na uniwersytecie berlińskim i uzyskał odpowiednie dyplomy. Nawiązał wtedy łączność z „Dziennikiem Berlińskim”, który był wówczas organem Narodowej Demokracji. W Berlinie ustaliły się dalsze jego losy jako działacza narodowego i dziennikarza. 
11 września 1902 uczestniczył w spotkaniu mającym na celu reaktywację Towarzystwa Gimnastycznego „Sokół” w Katowicach. Na zebraniu większością głosów wybrano go na prezesa tej organizacji. Korfanty udzielał się w „Sokole” również po 1918. Zwłaszcza w okresie przygotowań do powstań śląskich i plebiscytu. Ponadto brał udział w I Zlocie Sokolstwa Polskiego w Warszawie, który odbył się w dniach 8–10 lipca 1921.

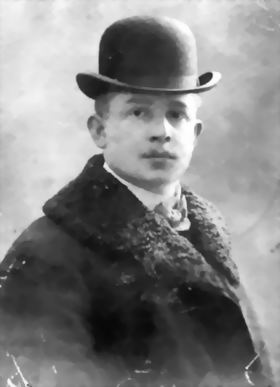
Wojciech Korfanty w początkach kariery politycznej, 1905

### Działalność polityczna
W latach 1901–1908 był członkiem Ligi Narodowej, w ramach której współpracował z Romanem Dmowskim. Jesienią 1900 zaczął publikować artykuły w wydawanej w Poznaniu „Pracy”, a 26 października 1901 jako redaktor objął jej reprezentację w Katowicach. W 1901 został aresztowany i stanął przed poznańskim sądem. Podczas procesu bronił swoich racji, argumentując, że artykuły kierowane były do szowinistów. Odmówiono mu zwolnienia za kaucją. Został skazany na cztery miesiące więzienia. Od lutego 1902 przebywał w więzieniu we Wronkach za opublikowanie w tygodniku „Praca” artykułów pt. Do Niemców i Do moich braci Górnoślązaków. Władze niemieckie zwolniły go z aresztu w maju 1902. Od 1902 był redaktorem naczelnym dziennika „Górnoślązak”, który zaczął redagować już wcześniej, w chwili jego powstania – w grudniu 1901. Dziennik ten początkowo był drukowany w Poznaniu, a potem przez lata w Katowicach.
Za artykuły zamieszczone w „Pracy“ poznańskiej z wyroku sądu pruskiego więziono mnie przez blisko 5 miesięcy w centralnym więzieniu we Wronkach, gdzie mnie zakutego jak zbrodniarza w kajdany odtransportowano, głowę mi jak złoczyńcy ogolono i ubrano w mundur więzienny.
W maju 1909 uczestniczył w Poznaniu w powołaniu filii Polskiego Towarzystwa Demokratycznego, którego celem miało być zespolenie żywiołów demokratycznych ku obronie bytu narodowego oraz pracy nad rozwojem żywiołu polskiego w Rzeszy niemieckiej. Do rady głównej weszli z Poznania m.in.: Antoni Chłapowski, Bernard Chrzanowski, Jan Zabłocki, ze Śląska poseł Wojciech Korfanty, a z wychodźstwa Stanisław Kochowicz. W latach 1909–1914 jego osobistym sekretarzem był Leon Nawrocki z Krotoszyna (Wielkopolska), brat Władysława Nawrockiego.

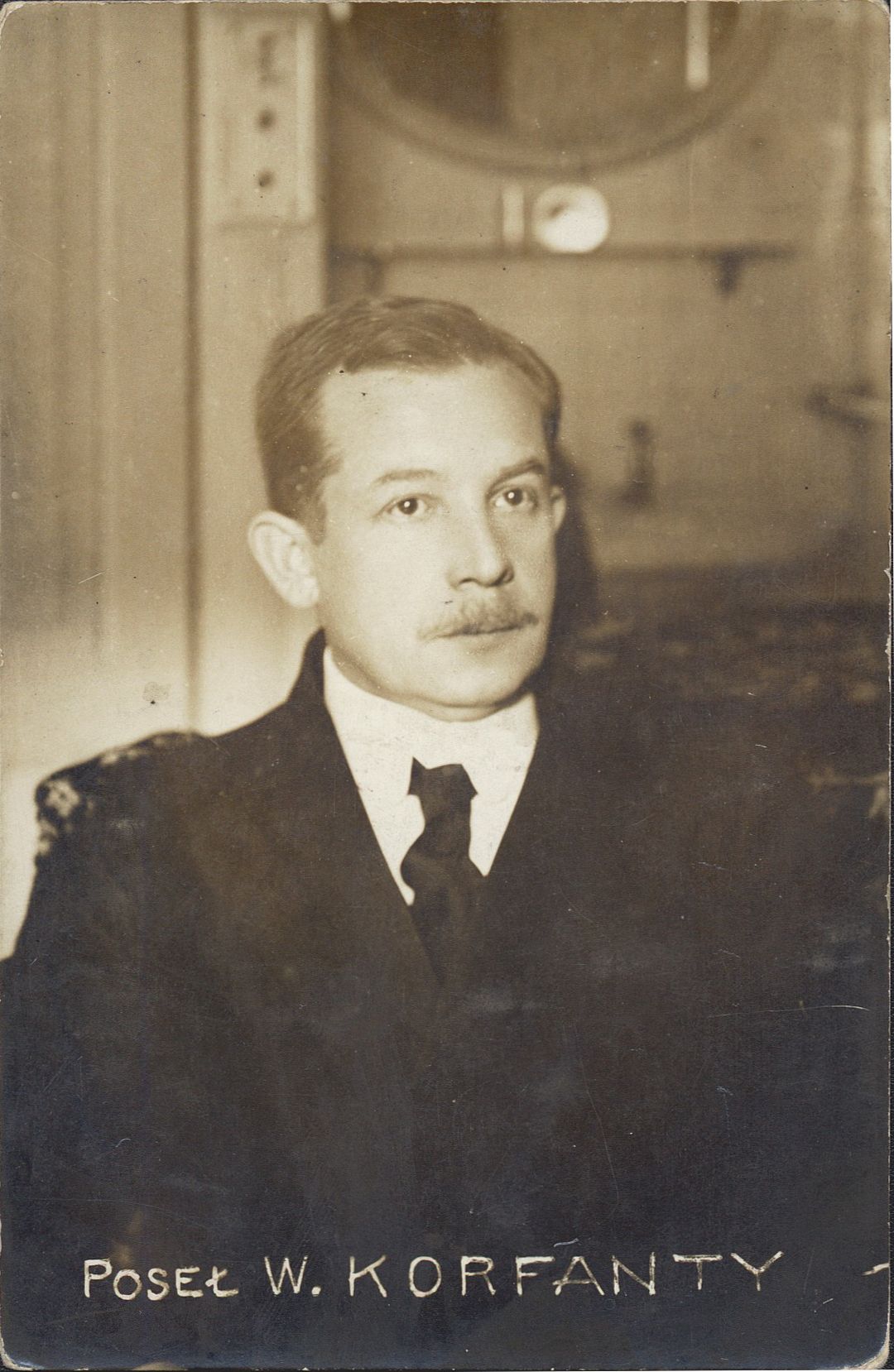
Wojciech Korfanty przed I wojną światową

W latach 1903–1912 i 1918 poseł do Reichstagu oraz pruskiego Landtagu (1903–1918), gdzie przystąpił do Koła Polskiego, podczas gdy śląscy Polacy przystępowali do tej pory do klubu parlamentarnego Niemieckiej Partii Centrum (Zentrum). W swych mowach parlamentarnych bronił robotnika śląskiego nie tylko przed wyzyskiem materialnym, ale przede wszystkim przed prześladowaniem narodowym. Był świadomy tego, że jego mowy opublikowane w tysiącach egzemplarzy polskich dzienników, przekazywanych z rąk do rąk w śląskich kopalniach i hutach, umacniają polskość ciemiężonego ludu śląskiego i przyczyniają się do tworzenia zwartych kadr działaczy narodowych. W 1905 zainicjował w Katowicach wydawanie organu prasowego górnośląskiej endecji pt. „Polak”, którego był redaktorem naczelnym oraz właścicielem. Pismo wychodziło trzy razy w tygodniu. W 1908 odszedł z endecji, co było prawdopodobnie spowodowane zbliżeniem politycznym z duchownymi katolickimi oraz próbą zbudowania własnej pozycji politycznej. W styczniu 1911 współtworzył Stronnictwo Polskie na Górnym Śląsku.
Z powodu ataków przeciwników politycznych i własnego środowiska zrezygnował z kandydowania w wyborach do Reichstagu w 1912 i wyjechał do Berlina, obejmując kierownictwo nad Wschodnioeuropejską Agencją Telegraficzną.
6 czerwca 1918 w okręgu gliwicko-toszecko-lublinieckim wygrał wybory uzupełniające do Reichstagu niemal dwukrotną przewagą – uzyskał 63% wszystkich ważnych głosów, zwyciężając z kandydatem Centrum Bennonem Nehlertem. Kandydatura Korfantego została wysunięta przez polski obóz narodowy – endecję śląską i wielkopolską – i poparta przez Zjednoczenie Zawodowe Polskie. Korfanty w kampanii wyborczej mocno stał na stanowisku akcentowania polskiego poczucia narodowego etnicznej ludności Górnego Śląska. Podkreślał przy tym fakt, że przez wiele pokoleń była ona germanizowana przez Niemców. Wyniki wyborów zaskoczyły nie tylko stronę niemiecką, ale także polską, ponieważ Korfanty wygrał nawet w Gliwicach, w mieście, w którym w 1910 było 19 070 mieszkańców mówiących językiem polskim, 8109 mieszkańców mówiących językiem polskim i językiem niemieckim i aż 52 124 mieszkańców mówiących językiem niemieckim.
25 października 1918 wystąpił w Reichstagu z głośnym żądaniem przyłączenia do państwa polskiego wszystkich ziem polskich zaboru pruskiego i Górnego Śląska.
W latach 1918–1919 jako komisarz odpowiedzialny za sprawy wojska i polityki był członkiem Naczelnej Rady Ludowej, stanowiącej rząd Wielkopolski podczas powstania wielkopolskiego.

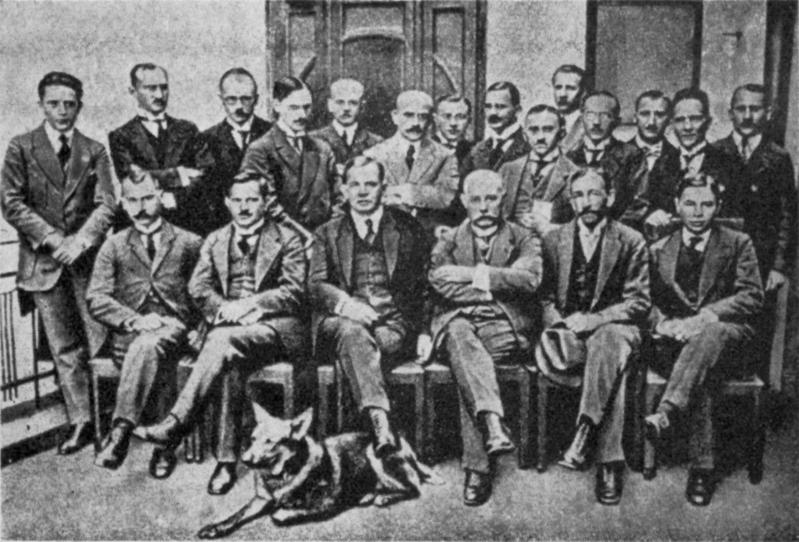
Wojciech Korfanty z czołowymi działaczami Polskiego Komisariatu Plebiscytowego na Górnym Śląsku

W 1920 był Polskim Komisarzem Plebiscytowym na Górnym Śląsku, zostając szefem Polskiego Komisariatu Plebiscytowego z siedzibą w hotelu Lomnitz w Bytomiu. Wielokrotnie występował publicznie na wiecach, agitując za Polską. W jednym ze swoich wystąpień rzekomo obiecał każdemu rolnikowi krowę za oddanie głosu za Polską. Od tego wydarzenia sprawa zyskała nazwę „krowy Korfantego”. Po niekorzystnej dla Polaków interpretacji wyników plebiscytu, przeprowadzonego zresztą w atmosferze wzajemnego zastraszenia, terroru i obustronnej manipulacji (np. po stronie niemieckiej sprowadzenie 180 000 wyborców niezwiązanych bezpośrednio z Górnym Śląskiem), proklamował III powstanie śląskie i stanął na jego czele. Pracował w tym czasie po kilkanaście godzin dziennie i absolutnie wierzył w to, że powstanie zakończy się sukcesem. Naturalnie nie wszyscy podzielali jego stanowisko w sprawie przyjętej taktyki działania. Spora część oficerów (głównie ze środowisk legionowych) chciała walczyć nie tylko z Niemcami, ale też z wojskami sojuszniczymi. Domagali się oni rozszerzenia działań powstańczych i przekroczenia linii Korfantego, jednak przyjęcie takiej taktyki byłoby zabójcze dla powstańczego czynu, bo umożliwiłoby Niemcom podjęcie bezpośredniej interwencji wojskowej, a w walkach z regularną armią niemiecką powstańcy nie mieliby żadnych szans na wygraną. W lipcu 1921, po zakończeniu III powstania śląskiego, Korfanty udał się do Paryża, desygnując na stanowisko swego następcy Józefa Rymera, który 30 lipca tego roku został przewodniczącym Naczelnej Rady Ludowej na Górnym Śląsku. 20 lipca 1921 przybył do Paryża i z upoważnienia polskiego rządu brał udział w negocjacjach gospodarczych z III Republiką Francuską i często konferował z Niemcami na temat przyszłości przemysłu górnośląskiego, podkreślając przy tym fakt, że zmiana państwowej przynależności Górnego Śląska nie wpłynie ujemnie na jego rozwój i udział w europejskim podziale pracy.
Gdyby nie Korfanty, nie byłoby kwestii Górnego Śląska, bo każdy czyn jego na Śląsku zaważył na fałszowanej przez Niemców szali.

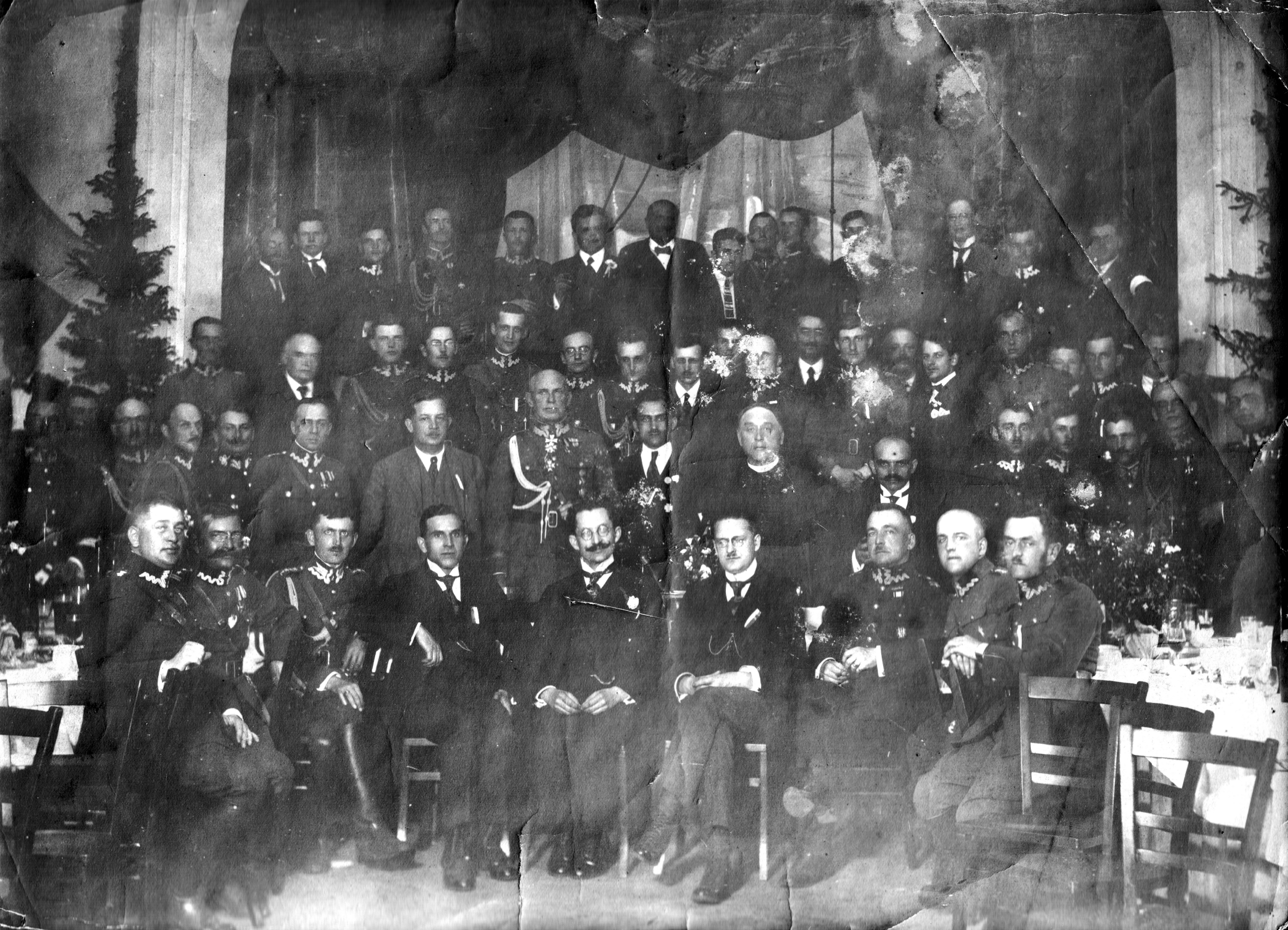
Pszczyna, restauracja Białasa w Domu Ludowym, 29 czerwca 1922 (dzień głównej uroczystości powrotu ziemi pszczyńskiej do Polski). Stoją w drugim rzędzie w środku od lewej: poseł Wojciech Korfanty, gen. broni Stanisław Szeptycki, b. komendant POW G.Śl. na powiat pszczyński ppor. Stanisław Krzyżowski, ks. prałat Jan Kapica, wojewoda śląski Józef Rymer. Siedzą w środku od lewej: starosta katowicki Jan Mildner, starosta pszczyński dr Franciszek Lerch, burmistrz Pszczyny Jan Figna

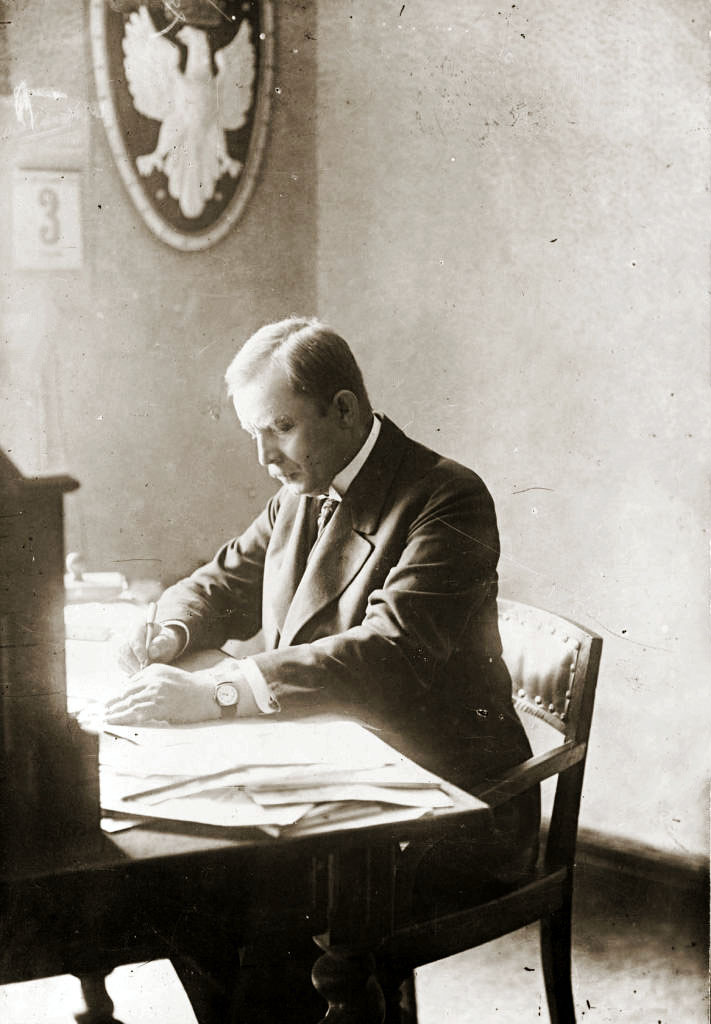
Wojciech Korfanty jako poseł na Sejm RP

W odrodzonej Polsce w latach 1922–1930 sprawował mandat posła na Sejm I i II kadencji. Związany był z Chrześcijańską Demokracją (ChD). W Sejmie Rzeczypospolitej Polskiej I kadencji był członkiem klubu Chrześcijańsko-Narodowego Stronnictwa Pracy. W obliczu niepowodzenia misji stworzenia gabinetu Artura Śliwińskiego, 14 lipca 1922 został desygnowany przez Komisję Główną Sejmu RP na premiera. Wkrótce skompletował skład swojego gabinetu. Jednak wobec protestu swojego przeciwnika, naczelnika państwa Józefa Piłsudskiego, i groźby przeprowadzenia strajku generalnego przez PPS nie rozpoczął formowania rządu, a 29 lipca komisja wycofała jego desygnację. Od października do grudnia 1923 był wicepremierem w rządzie Wincentego Witosa i ministrem bez teki oraz jego doradcą z ramienia ChD. 11 września 1924 kupił od Ignacego Paderewskiego dziennik „Rzeczpospolita”. Za pożyczone pieniądze uruchomił także dziennik „Polonia”. Był członkiem rady nadzorczej w zarządzie Banku Wzajemnych Ubezpieczeń „Vesta” w Poznaniu.
Po przeprowadzeniu przez Józefa Piłsudskiego przewrotu majowego Korfanty przeszedł do zdecydowanej opozycji przeciw rządom sanacji.

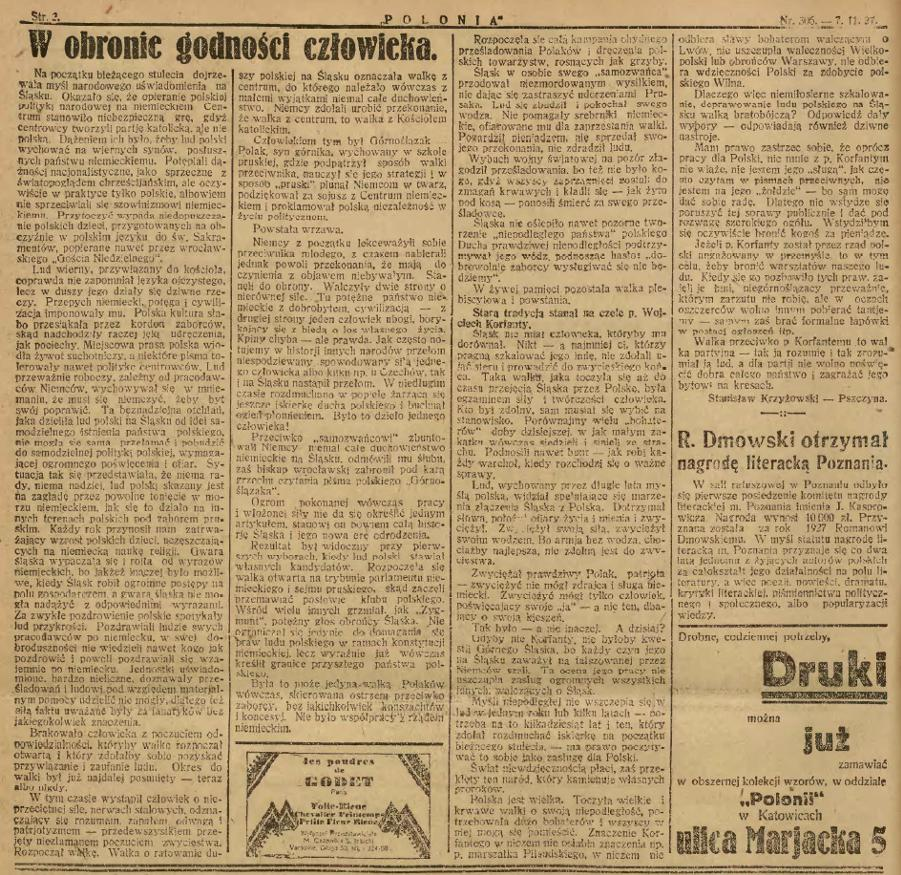
Artykuł Stanisława Krzyżowskiego w obronie Wojciecha Korfantego, „Polonia”, 7 listopada 1927

19 września 1927 poseł Antoni Langer z PSL „Wyzwolenie” zwrócił się do Marszałka Sejmu RP o postawienie Korfantego przed Sądem Marszałkowskim. Sprawa Korfantego, która zawierała dużo oszczerstw ciężkiego kalibru, była rozpatrywana przed tym trybunałem 19–28 listopada 1927 i zakończyła się tylko częściowym uwolnieniem go od zarzucanych mu czynów, co spowodowało, że wydał on broszurę pt. Odezwa do ludu śląskiego, w której odparł wszystkie zarzuty. Jesienią 1927 Sąd Marszałkowski Sejmu RP rozpatrywał także sprawę o zniesławienie z oskarżenia Korfantego przeciw Langerowi.

### Ostatnie lata

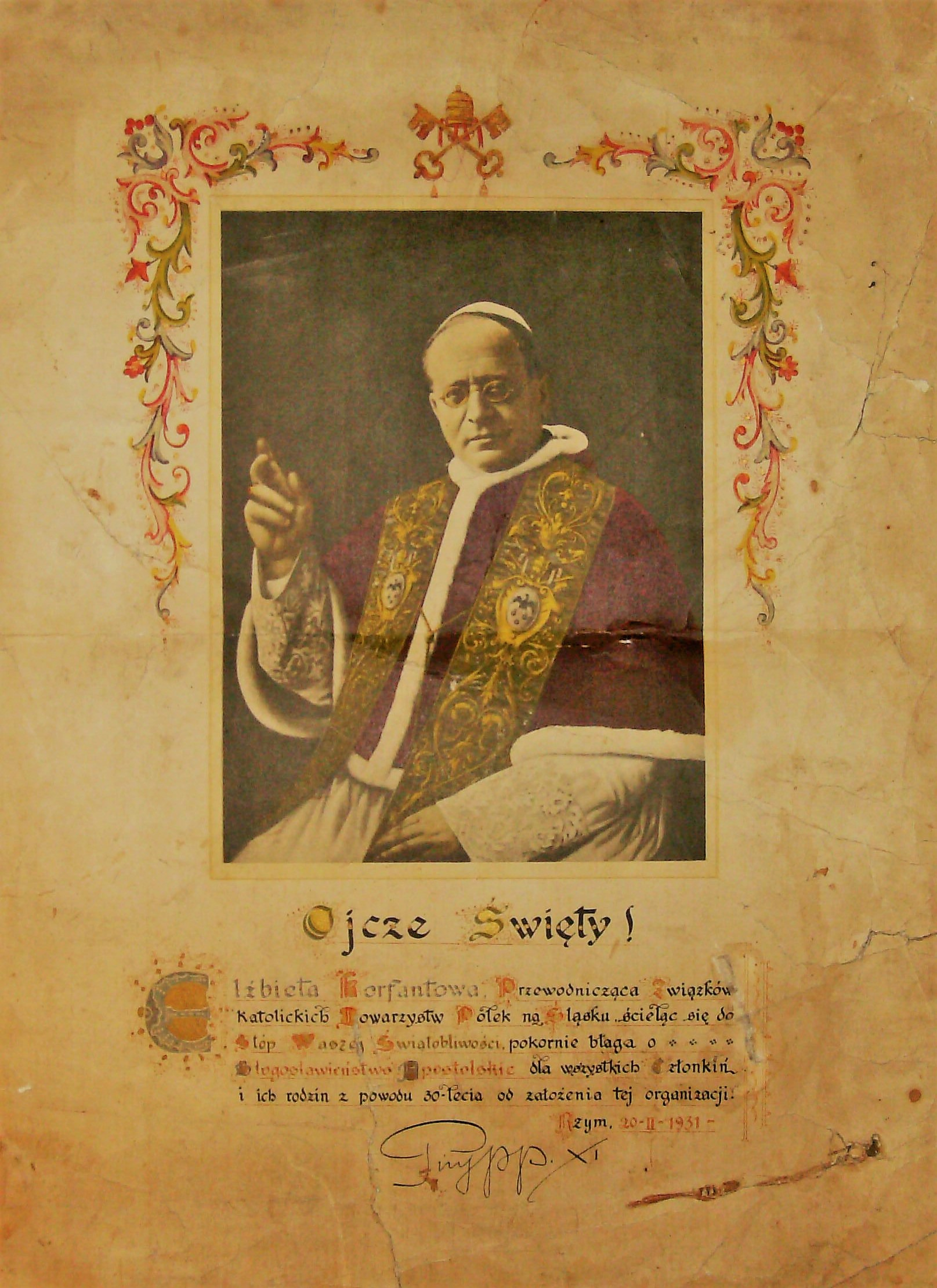
Błogosławieństwo udzielone 20 lutego 1931 Elżbiecie Korfantowej i członkiniom Związku Katolickich Towarzystw Polek na Śląsku przez papieża Piusa XI

Korfanty był atakowany przez obóz rządzący również w Sejmie Śląskim. Na przykład 23 czerwca 1930 posłanka sanacyjna Maria Kujawska kilka razy nietaktownie przerwała mu przemówienie, na co zareagował bardzo kurtuazyjnie. Mimo to jej mąż po kilku dniach uderzył go w głowę w kawiarni ogrodowej hotelu Savoy w Katowicach, za co dostał od niego dotkliwą nauczkę. Ponadto – mimo masowego poparcia udzielanego mu przez śląskie duchowieństwo – jego wpływy były zwalczane też w Kościele przez biskupów katowickich Arkadiusza Lisieckiego i Stanisława Adamskiego. Po rozwiązaniu Sejmu Śląskiego Korfanty został 26 września 1930 aresztowany i wraz z posłami Centrolewu osadzony w Twierdzy Brzeskiej, gdzie był maltretowany fizycznie i psychicznie, jednak z samego procesu brzeskiego został wyłączony. 12 listopada 1930 zwolennik sanacji bp Stanisław Adamski wydał okólnik zakazujący duchowieństwu śląskiemu politycznego angażowania się podczas wyborów brzeskich, na co kilkudziesięciu śląskich księży odpowiedziało odezwą umieszczoną w prasie wzywającą do głosowania na listę antysanacyjnego Katolickiego Bloku Ludowego, prowadzoną przez uwięzionego Korfantego. Ksiądz prałat Aleksander Skowroński napisał wtedy broszurę w obronie Korfantego – pt. Wojciech Korfanty. Więzień brzeski. Komisarz Plebiscytowy Polski. Wicepremier Rządu Rzeczypospolitej. Przyczynę prześladowania Korfantego ówcześni mu sympatycy upatrywali w tym, że stał on na gruncie katolickim, czego dowodem było uzyskanie przez jego żonę, Elżbietę, błogosławieństwa papieża Piusa XI.
Do celi Korfantego wszedł żandarm i kazał mu się, jak zwykle, do naga rozbierać, stanąć twarzą do ściany, i lżył go w ordynarny sposób. Oto jego słowa: „Wy dranie, to myśmy za wolność Polski krew przelewali i życie narażali, a wy ją sprzedajecie Niemcom. Marszałka to lżycie, a jego trzeba kochać, on nie ma folwarków i bogactw, wszystko poświęcił. Ty knurze stary, w Katowicach ci w łeb strzelą. Z rozkazu Hindenburga chciałeś być premierem przeciw woli marszałka itp.”.
Po uwolnieniu Korfanty powrócił na Górny Śląsk, gdzie jednak jako polityczny przeciwnik wojewody Michała Grażyńskiego był stale zagrożony następnym aresztowaniem. Zasiadał w Sejmie Śląskim oraz Senacie RP III kadencji. W latach 1931–1935 pełnił w kraju funkcję prezesa Zarządu Głównego Polskiego Stronnictwa Chrześcijańskiej Demokracji. W 1931 śląska grupa Korfantego zaczęła odgrywać kluczową rolę w ogólnopolskich władzach PSChD. Wtedy to w Warszawie Władysław Tempka wszedł do Zarządu Głównego chadecji, a Stanisław Krzyżowski – do jej Rady Naczelnej. W marcu 1935 Korfanty został poufnie poinformowany, że przez sanację są fabrykowane przeciwko niemu zarzuty i że grozi mu uwięzienie w Berezie Kartuskiej, a aresztowanie miałoby nastąpić wraz z rozwiązaniem Sejmu Śląskiego. W tej sytuacji postanowił złożyć prezesurę na ręce Tempki, który w tym czasie piastował funkcję wiceprezesa Zarządu Głównego PSChD. 6 kwietnia 1935 udał się na emigrację do Pragi w Czechosłowacji. Tam nie zaprzestał działalności politycznej. Władze PSChD nie przyjęły jego rezygnacji z prezesury i zapewniły go, że w walce o głoszone przez niego zasady stać będą przy nim wiernie aż do zwycięstwa. W 1936 współorganizował opozycję wobec sanacji – Front Morges. Rok później został prezesem Zarządu Głównego chadeckiego Stronnictwa Pracy. Było to połączenie PSChD, Narodowej Partii Robotniczej i Związku Hallerczyków (na prezesa Rady Naczelnej SP wybrano gen. broni Józefa Hallera). Do kraju nie mógł bezpiecznie przyjechać nawet na pogrzeb swego syna Witolda w 1938, gdyż rząd premiera Sławoja Składkowskiego odmówił wydania mu listu żelaznego. Po aneksji Czechosłowacji na mocy układu monachijskiego wyjechał przez Niemcy do Francji. W kwietniu 1939 po wypowiedzeniu przez III Rzeszę układu o nieagresji i niestosowaniu przemocy wrócił do Polski, jednak mimo chęci walki z Niemcami został aresztowany i osadzony na Pawiaku. Mimo protestów opinii publicznej spędził tam prawie trzy miesiące. W tym czasie stan jego zdrowia ciągle się pogarszał. Według niepotwierdzonej, ale i nieobalonej do dziś hipotezy, przyczyną tego mogło być rozmyślne pomalowanie ścian w celi farbą z dodatkiem arszeniku. Niemal co tydzień lekarze stawiali nowe diagnozy: uszkodzenie wątroby, zapalenie pęcherzyka żółciowego, anemia, nadciśnienie tętnicze, zapalenie opłucnej. 20 lipca 1939 sędzia śledczy podjął decyzję o zwolnieniu Korfantego – prawdopodobnie z obawy, by nie zmarł w więziennej celi. Zaraz po uwolnieniu został natychmiast przewieziony do szpitala św. Józefa przy ul. Hożej.
Przeprowadzona 11 sierpnia operacja nie przyniosła znaczącej poprawy, a lekarze stwierdzili znaczące uszkodzenie wątroby. Z luźno wypowiedzianej refleksji jednego z chirurgów, którzy operowali Korfantego, wynika, iż owrzodzenia wątroby przypominały uszkodzenia typowe dla zatrucia arszenikiem (zeznanie płka dra Bolesława Szareckiego, Londyn 1940). Zbigniew Korfanty zeznał pod przysięgą, że dr Szarecki stwierdził, iż choroba wątroby Wojciecha Korfantego przypomina mu dolegliwość, na jaką zmarł gen. Tadeusz Rozwadowski, dowódca wojsk rządowych w czasie zamachu majowego, co do którego krążyły plotki, że był otruty.
Sześć dni po operacji, nad ranem 17 sierpnia 1939 roku, Wojciech Korfanty zmarł w szpitalu św. Józefa przy ul. Hożej w Warszawie. Tuż przed najazdem Niemiec na Polskę. 20 sierpnia 1939, po mszy w kościele Świętych Apostołów Piotra i Pawła z udziałem bpa Stanisława Adamskiego i po pogrzebie gromadzącym ćwierć miliona ludzi, został pochowany w grobowcu rodzinnym na cmentarzu przy ul. Francuskiej w Katowicach (aleja główna, B 22).
Wypowiadam gorącą prośbę do ludu śląskiego, by pozostał wierny zasadom chrześcijańskim i swemu przywiązaniu do Polski, by nie ustawał w pracy i poświęceniu, aby z Polski zrobić taką Polskę, jaka jest godna naszych marzeń, Polskę wielką, mocarstwową, Polskę katolicką, praworządną, zawsze sprawiedliwą.

## Życie prywatne

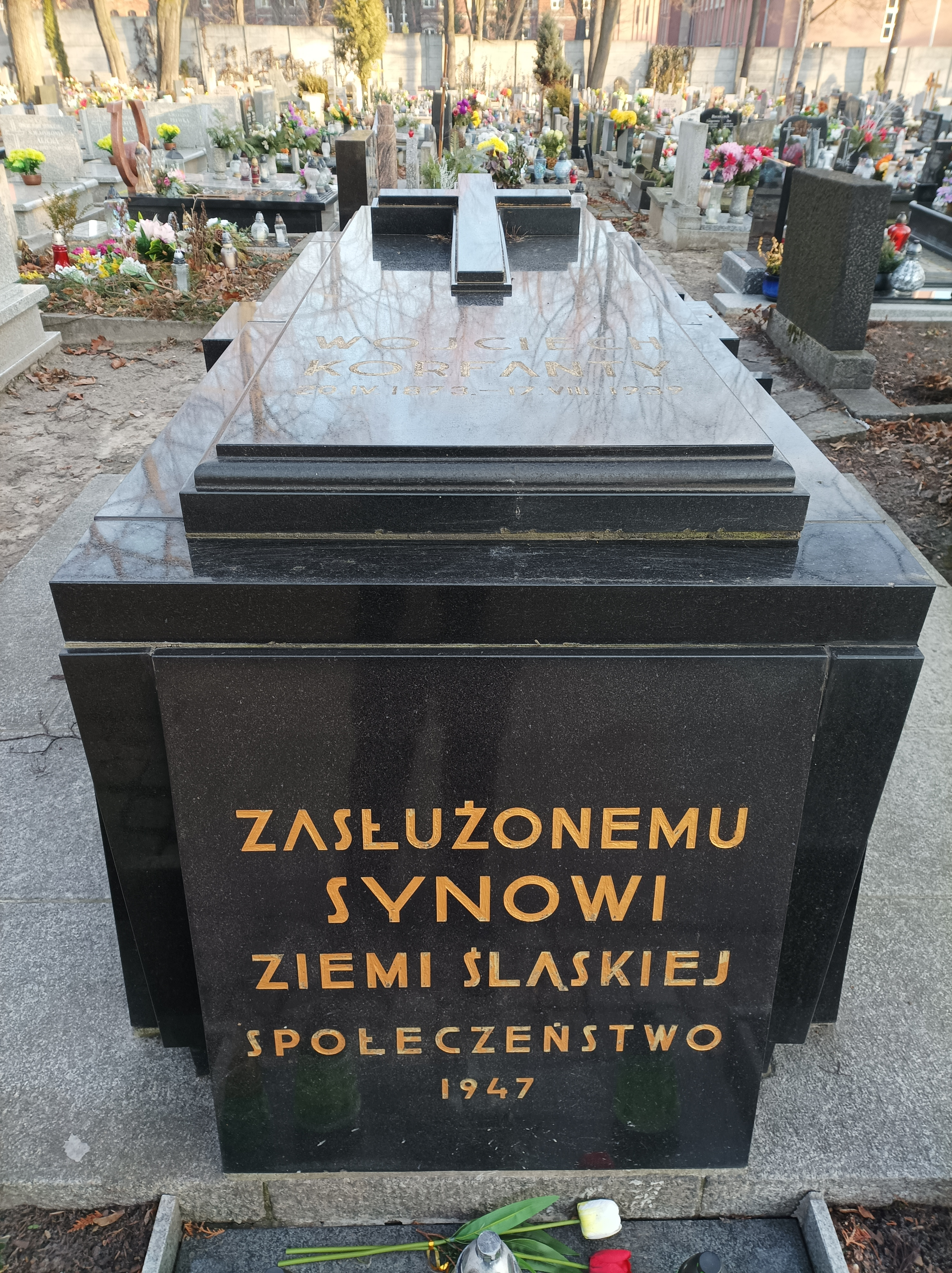
Grób Wojciecha Korfantego na cmentarzu katolickim przy ul. Francuskiej w Katowicach

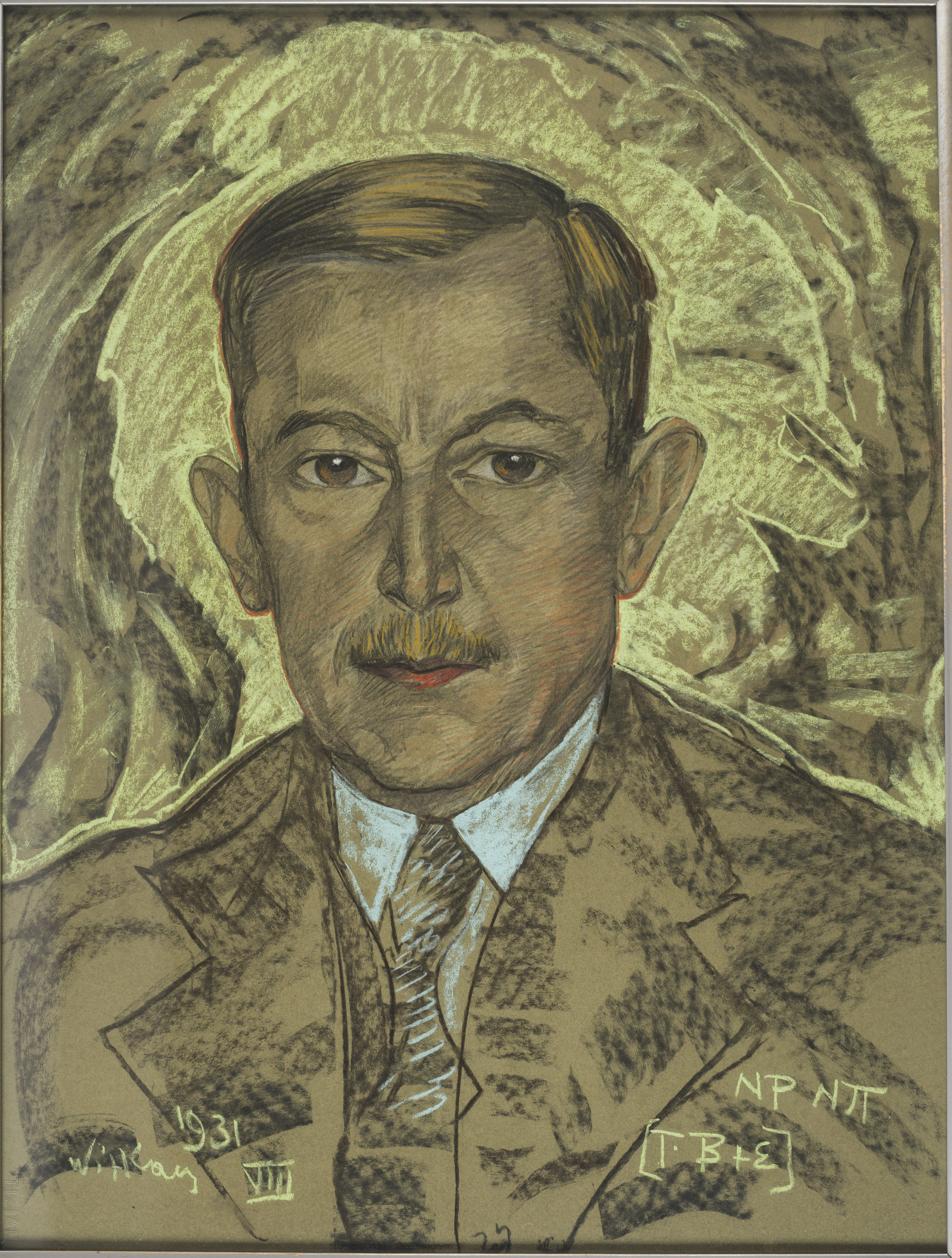
Portret Korfantego autorstwa Witkacego

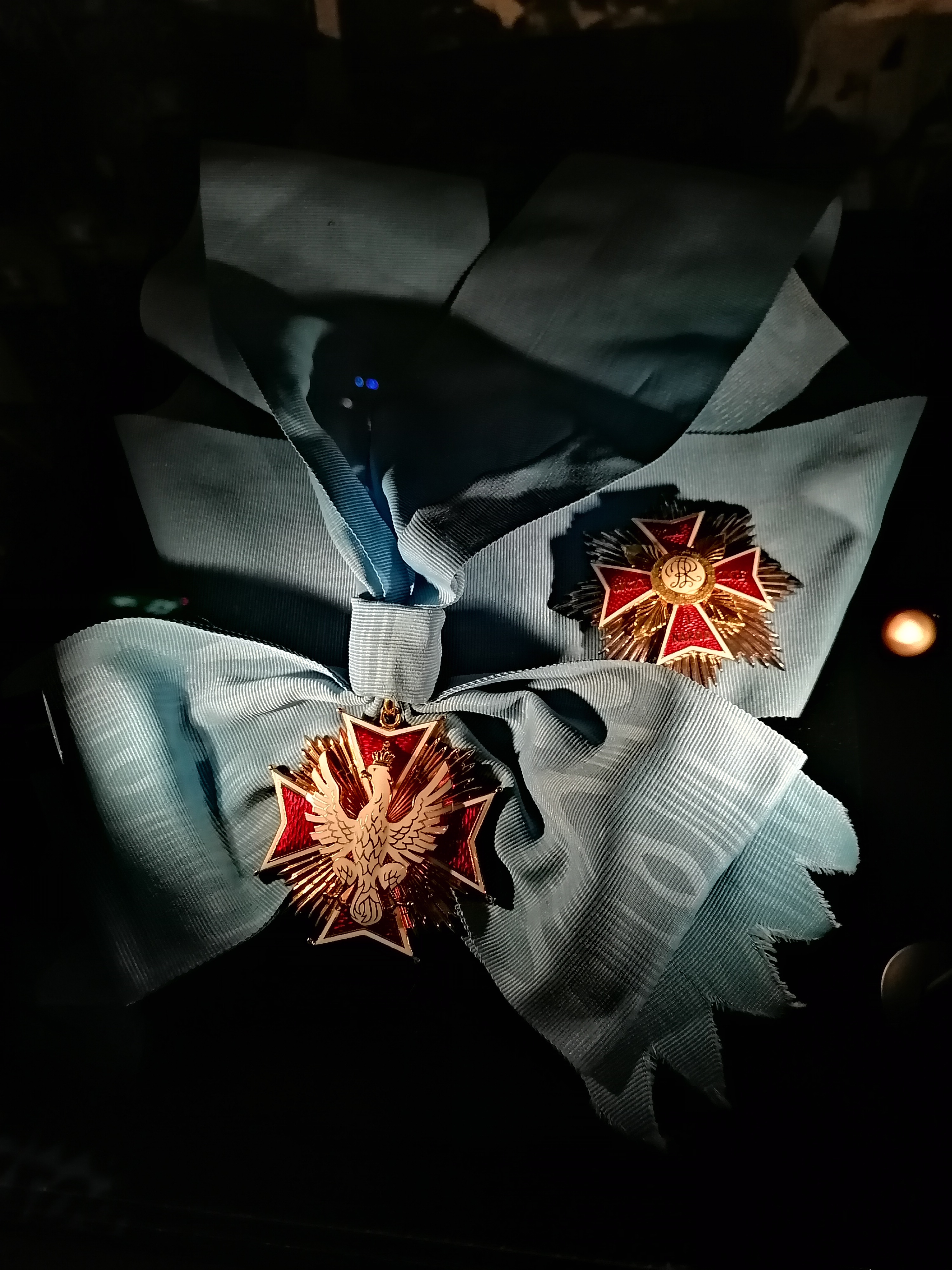
Order Orła Białego nadany pośmiertnie Korfantemu przez prezydenta Aleksandra Kwaśniewskiego 3 maja 1997. Muzeum Śląskie w Katowicach

Miał dwie siostry: Rozalię i Julianę oraz dwóch braci: Andrzeja (1879–1973) i Jana (ur. 1883, zm. w grudniu 1947) .
Jego narzeczoną była ekspedientka z bytomskiego domu towarowego braci Barasch, Elżbieta Szprotówna. Termin ślubu wyznaczono na 1 lipca 1903 w kościele pw. Świętej Trójcy w Bytomiu. Niespodziewanie w przededniu uroczystości proboszcz Reinhold Schirmeisen zwrócił mu ofiarę i uzależnił zgodę na ślub od przeproszenia krytykowanych przez Wojciecha Korfantego proniemieckich księży (m.in. odmawiali Polakom rozgrzeszenia za czytanie propolskiej prasy). Inspiratorem odmowy mógł być władający diecezją wrocławską kardynał Georg von Kopp. Ponieważ Korfanty odmówił przeprosin, kard. Georg von Kopp wydał polecenie zakazujące księżom na Śląsku udzielenia zgody na zawarcie przez niego małżeństwa w kościele. Korfanty przeprowadził się z narzeczoną do Krakowa. Tam, po dopełnieniu trzymiesięcznego domicylu wymaganego do procedowania małżeństwa w Austro-Węgrzech, 5 października 1903 zawarł związek małżeński w kościele pw. św. Krzyża przy poparciu kleru krakowskiego.
Ze tego związku urodziło się czworo dzieci: Halżka Aleksandra primo voto Rupp, secundo voto Kozłowska (ur. 7 września 1904 w Katowicach, zm. 15 września 1990 w Bostonie), Zbigniew Włodzimierz (ur. 29 grudnia 1905 w Katowicach, zm. 15 lipca 1970 w Dallas), Maria Bolesława po mężu Ullman (ur. 25 marca 1908 w Katowicach, zm. 6 października 1996 w Nowym Jorku) i Witold Wojciech (ur. 8 sierpnia 1910 w Katowicach, zm. 20 września 1938 tamże). Korfantowie mieli pięcioro wnuków: Teresę i Marię (córki Halżki z małżeństwa z Rudolfem Ruppem), Wojciecha i Feliksa (synów Zbigniewa) oraz Wojciecha Ullmanna (syna Marii).
Rodzina opuściła Polskę w 1939 i zamieszkała m.in. w Kanadzie i w Wlk. Brytanii. Maria Ullman przekazała w testamencie wiele pamiątek rodzinnych do Muzeum Archidiecezjalnego w Katowicach. Żona Korfantego, Elżbieta, wróciła do Polski po wojnie w 1945 i zamieszkała w Katowicach u swoich sióstr. Zmarła 8 stycznia 1966 i została pochowana w grobowcu obok męża .

## Ordery i odznaczenia
- Order Orła Białego – 1997 (pośmiertnie)[112]
- Krzyż Walecznych – czterokrotnie 19 sierpnia 1922 (po raz pierwszy, drugi, trzeci i czwarty) „w uznaniu wybitnych zasług położonych dla zespolenia Górnego Śląska z Macierzą”[113]
- Odznaka Frontu Pomorskiego – 1931 (nadana przez gen. broni Józefa Hallera)[114]

## Upamiętnienie
- Korfanty (pociąg pancerny) – III powstanie śląskie (1921)
- Korfanty (samochód pancerny)
- Korfantów (miasto na terenie województwa opolskiego)
- Plac Wojciecha Korfantego w Wodzisławiu Śląskim, w Miliczu i w Tychach
- Aleja Wojciecha Korfantego w Katowicach, w Gliwicach i w Zabrzu
- Ulice Korfantego w Bełchatowie, Bieruniu, Bydgoszczy, Bytomiu, Chodzieży, Cieszynie, Częstochowie, Gierałtowicach, Gorzowie Wielkopolskim, Jastrzębiu-Zdroju, Jaworze, Kędzierzynie-Koźlu, Knurowie, Krakowie, Legnicy, Lublińcu, Mysłowicach, Nysie, Opolu, Piekarach Śląskich, Poznaniu, Prudniku, Pszczynie, Radlinie, Rybniku, Rudzie Śląskiej, Siemianowicach Śląskich, Szczecinie, Świętochłowicach, Tarnowskich Górach, Koszęcinie, Toruniu, Warszawie, Wrocławiu, Zbrosławicach, Żorach i Słupsku[115]
- Osiedle Korfantego w Żorach
- Pomnik Wojciecha Korfantego w Warszawie, odsłonięty w 2019[116]
- Górnośląska Wyższa Szkoła Handlowa
- Osiedle Korfantego w Siemianowicach Śląskich
- Tablica na budynku lecznicy przy ul. Emilii Plater w Warszawie[117]
- Tablica (z popiersiem) w archikatedrze św. Jana w Warszawie[118]
- Pomnik we Wrocławiu przy ul. Orlej[119]
- W 1992 wyemitowano z jego wizerunkiem polską monetę kolekcjonerską o nominale 100 000 zł. Moneta ta została wykonana ze srebra próby 750 w nakładzie 30 000 egzemplarzy, miała średnicę 32 mm i wagę 16,5 g, rant gładki[120]
- Nagroda im. Wojciecha Korfantego nadawana od 1993 przez Związek Górnośląski[121]
- W pogardzie i chwale. Wojciech Korfanty (fabularyzowany dokument z 2009)
- Międzynarodowy Port Lotniczy w Katowicach[122]
- W rozwoju kolęd aktualizowanych wyróżniono okres rozwoju tej odmiany gatunkowej kolęd, określany mianem „korfantyzmu” w kolędach aktualizowanych[123]
- Rok 2009 został ustanowiony przez Sejmik Województwa Śląskiego Rokiem Korfantego[124]
- Jego wizerunek znajduje się na 17 stronie polskich paszportów wydawanych od 5 listopada 2018[125]
- W 2018 Poczta Polska wydała w nakładzie 180 000 sztuk należący do serii „100. rocznica odzyskania przez Polskę niepodległości” i zaprojektowany przez Marzannę Dąbrowską znaczek pocztowy o nominale 2,60 zł upamiętniający Wojciecha Korfantego[126]
- W 2019 Narodowy Bank Polski wydał dwie upamiętniające Wojciecha Korfantego monety kolekcjonerskie należące do serii „Stulecie odzyskania przez Polskę niepodległości”: srebrną o nominale 10 zł oraz złotą o nominale 100 zł[127]
- W 2020 powstał film Stefana Skrzypczaka Korfanty, ukazujący walkę Wojciecha Korfantego o przyłączenie Śląska do Polski. W głównej roli wystąpił Adam Bauman[128]
- Uchwałą Sejmu RP IX kadencji z 22 lipca 2022 zdecydowano o ustanowieniu roku 2023 Rokiem Wojciecha Korfantego[129]. Patronowi roku 2023 poświęcono wydanie specjalne „Kroniki Sejmowej”[130]
- Jest jednym z bohaterów polskiego serialu historycznego Najdłuższa wojna nowoczesnej Europy w reżyserii Jerzego Sztwiertni. Odtwórcą jego roli był Wojciech Alaborski
- 11 października 2023 na dziedzińcu Opolskiego Urzędu Wojewódzkiego odsłonięto pomnik Wojciecha Korfantego. Pomnik powstał ze wspólnej inicjatywy Oddziału Instytutu Pamięci Narodowej we Wrocławiu oraz Wojewody Opolskiego Sławomira Kłosowskiego[131]

## Miejsca pamięci

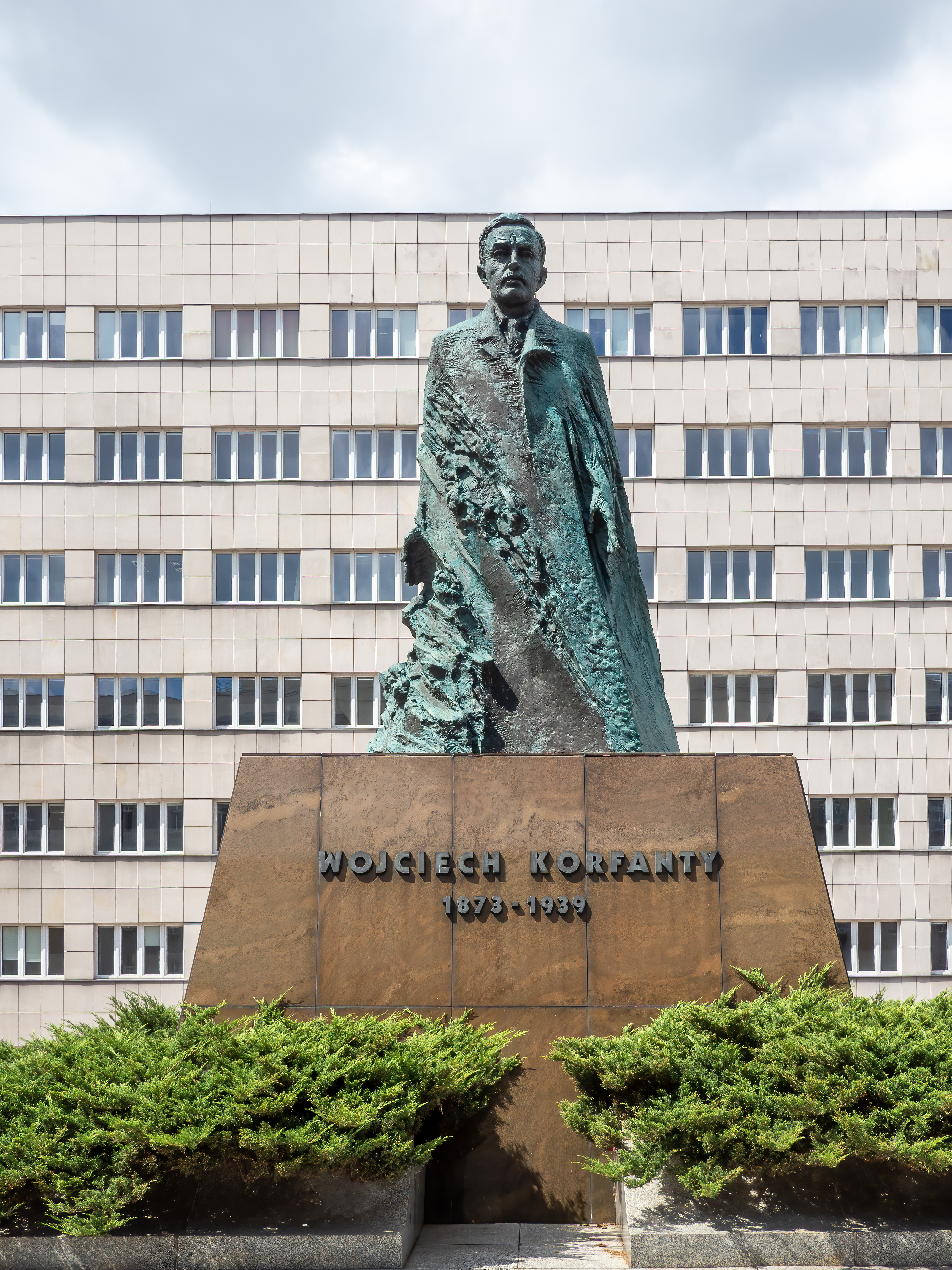
Pomnik Wojciecha Korfantego w Katowicach
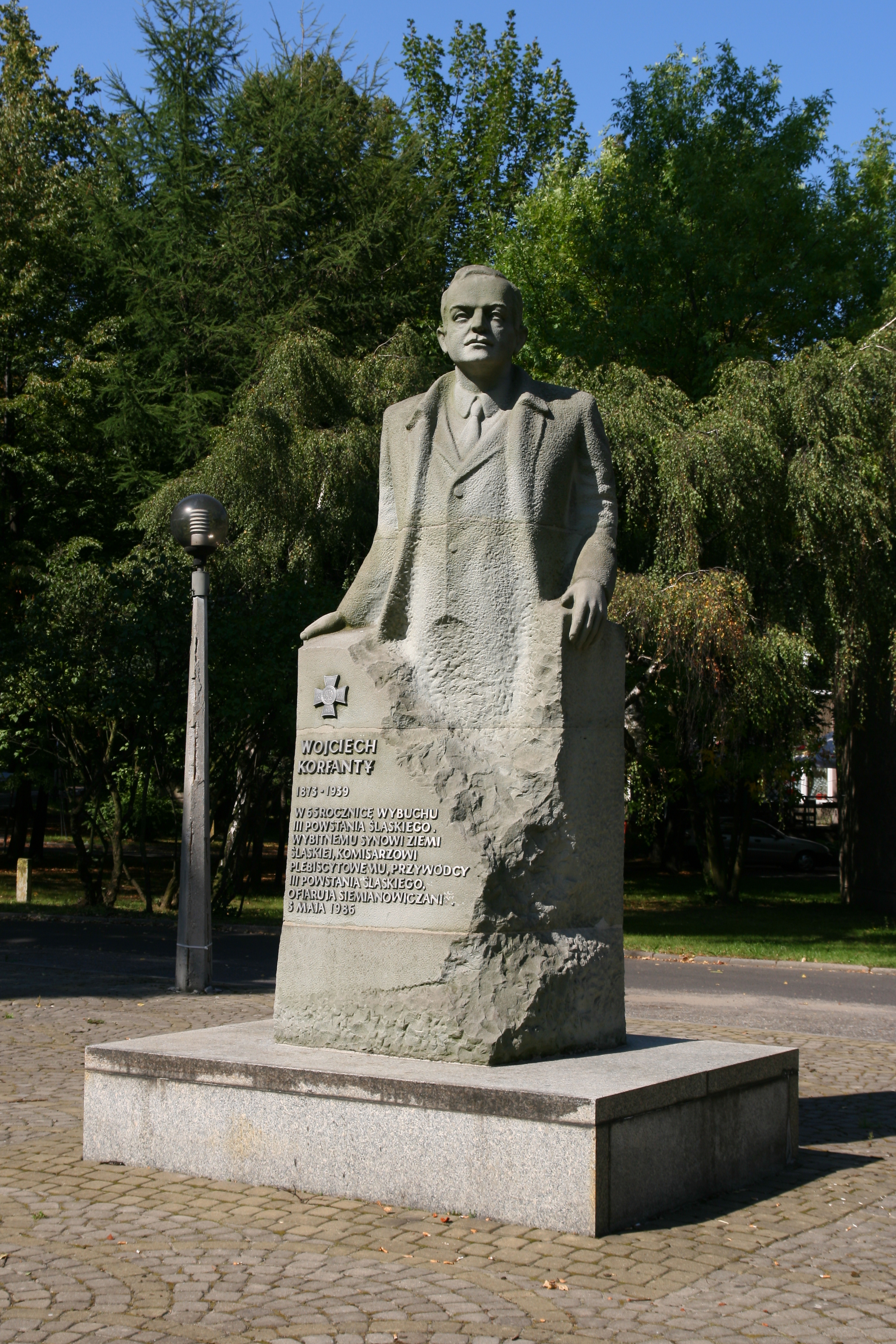
Pomnik Wojciecha Korfantego w Siemianowicach Śląskich
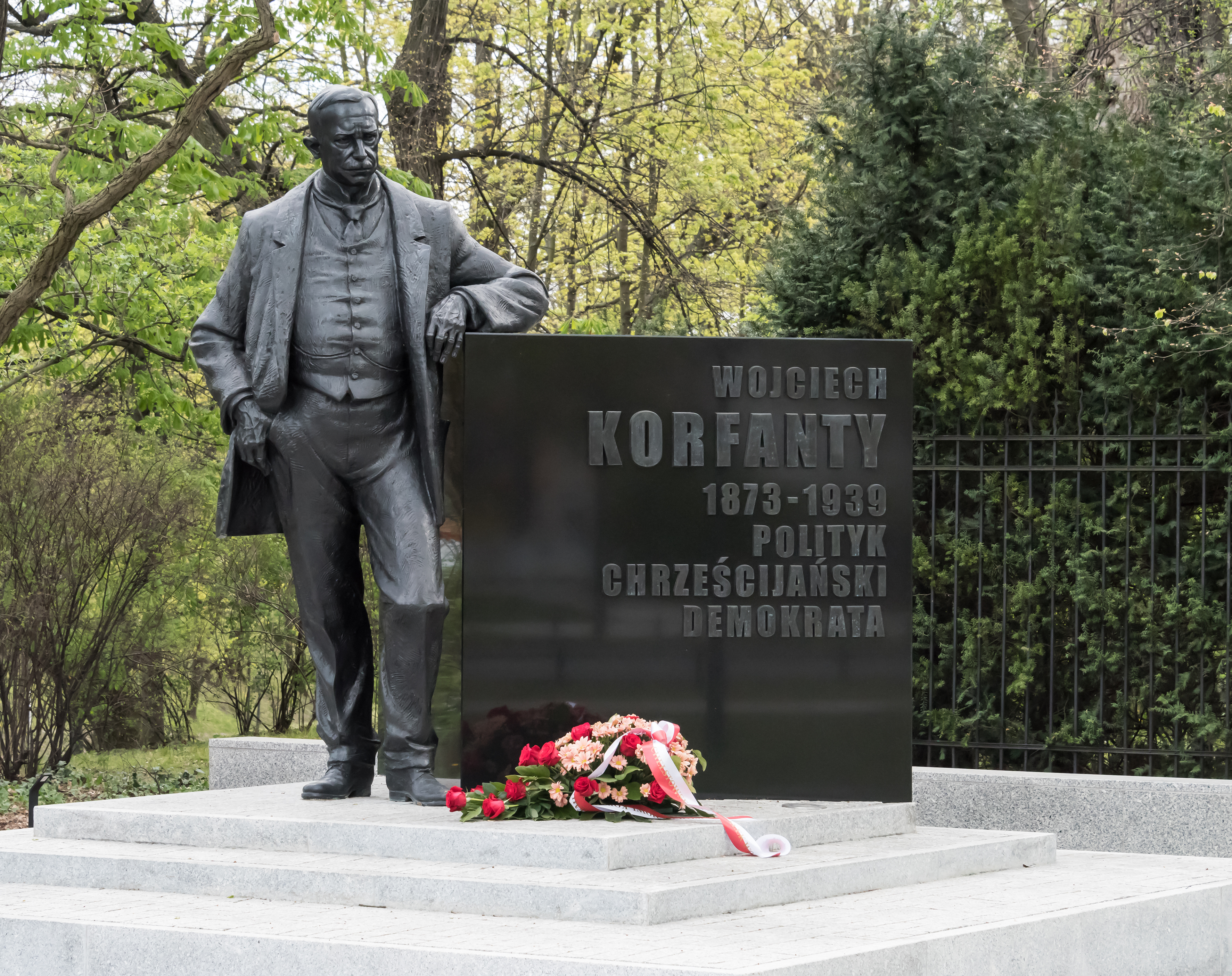
Pomnik Wojciecha Korfantego w Warszawie
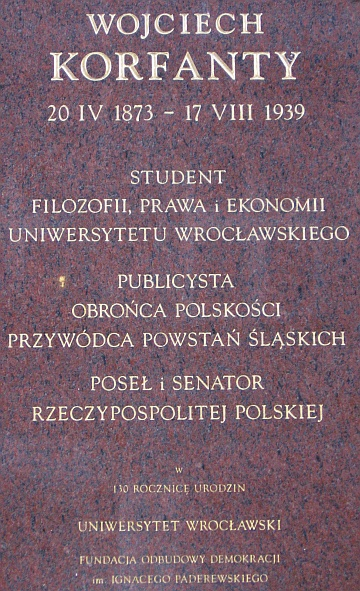
Tablica pamiątkowa na budynku Wydziału Prawa, Administracji i Ekonomii UWr przy ul. Uniwersyteckiej
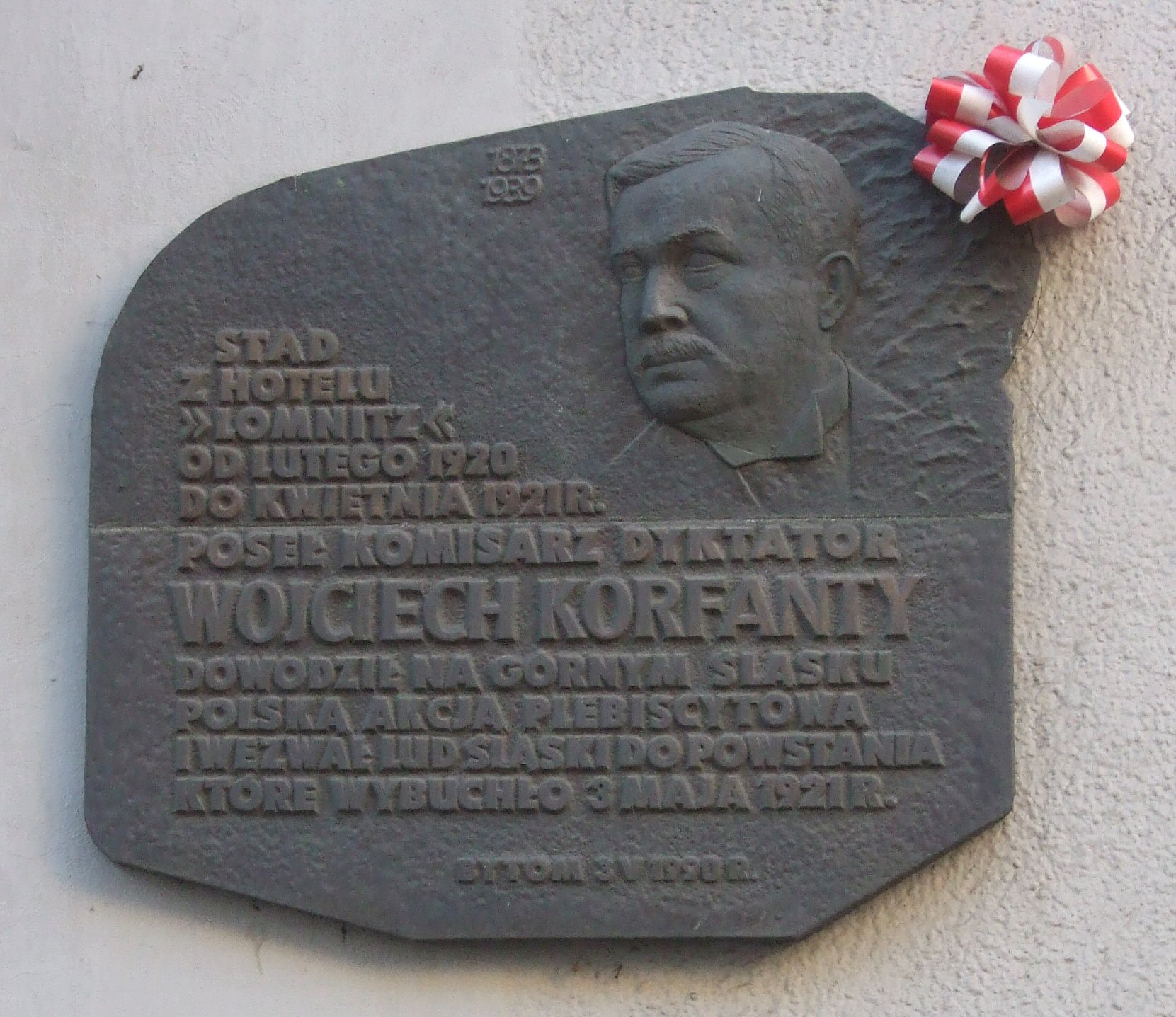
Tablica pamiątkowa w Bytomiu
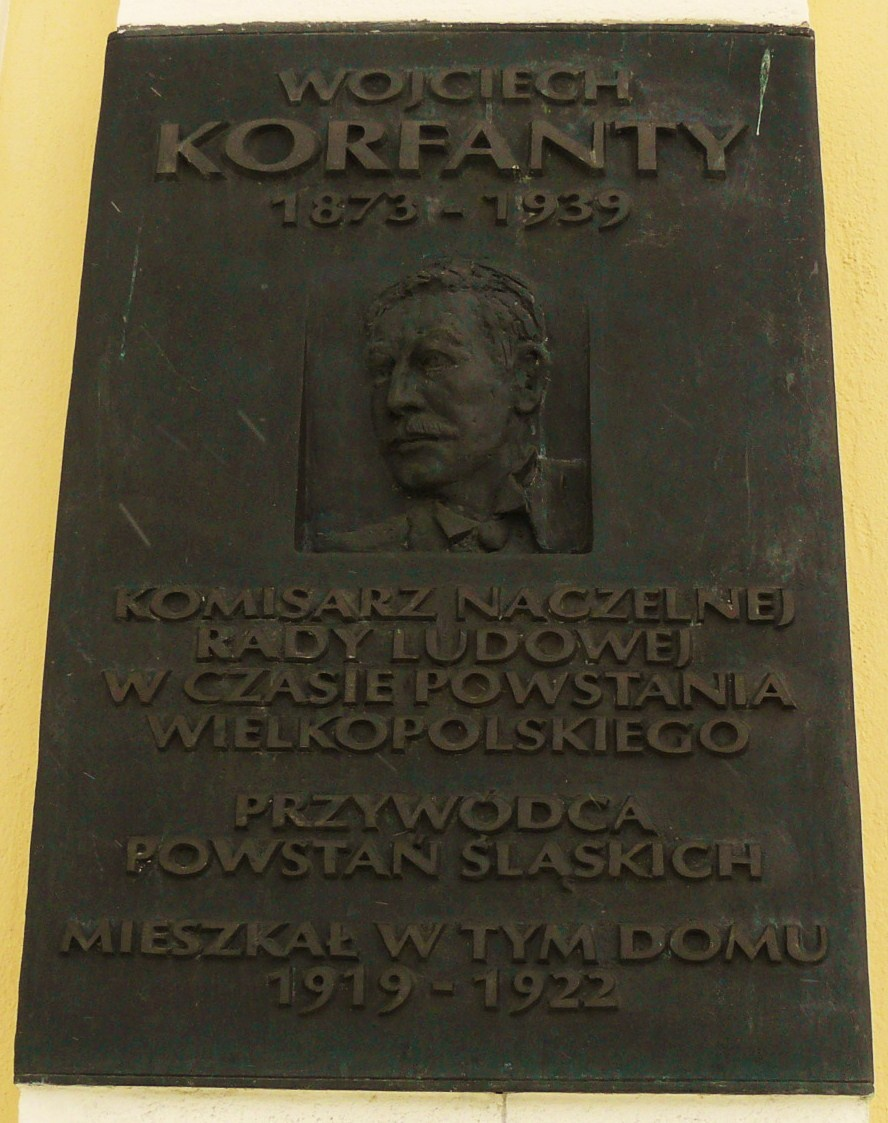
Tablica pamiątkowa w Poznaniu
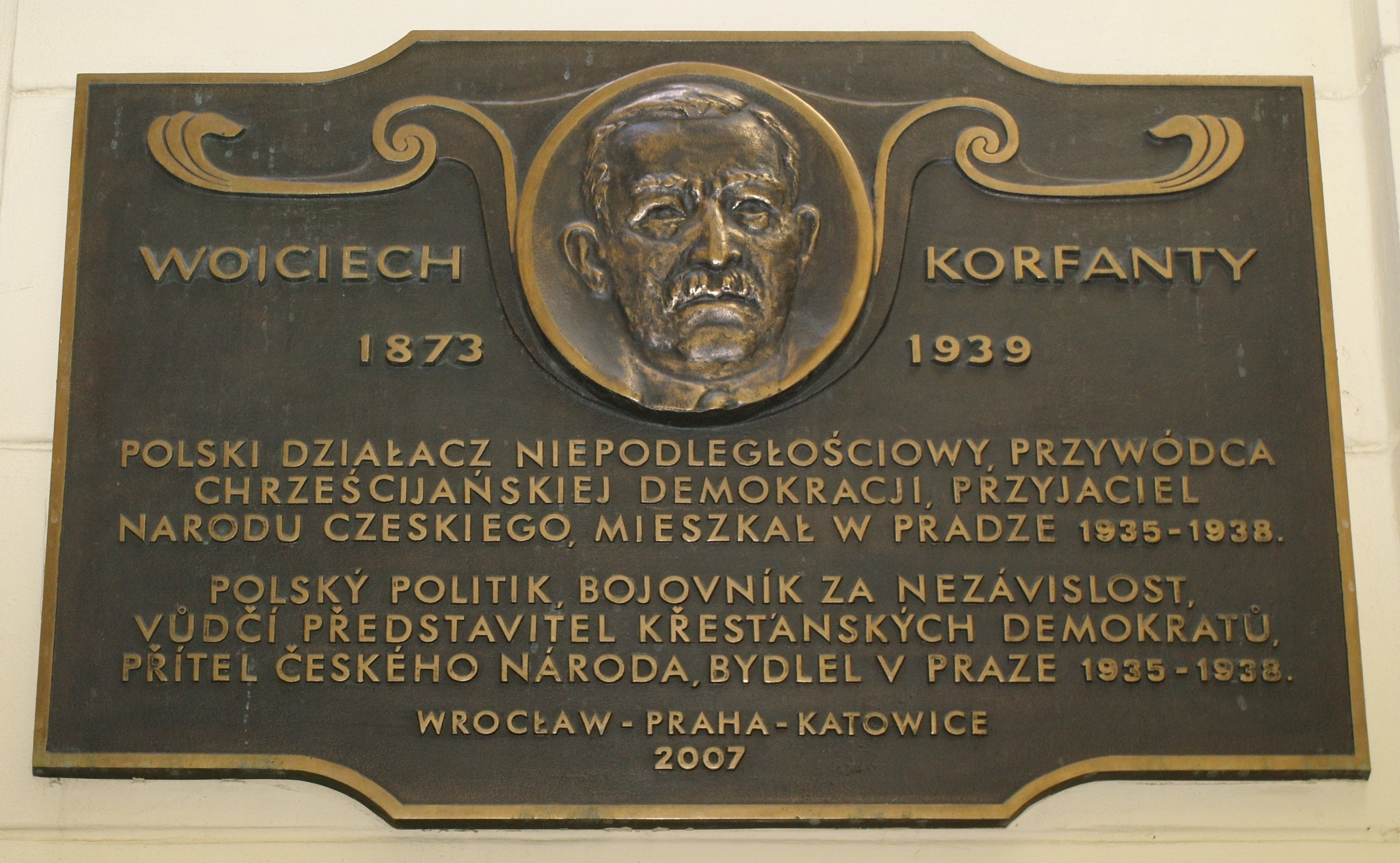
Tablica pamiątkowa w Pradze
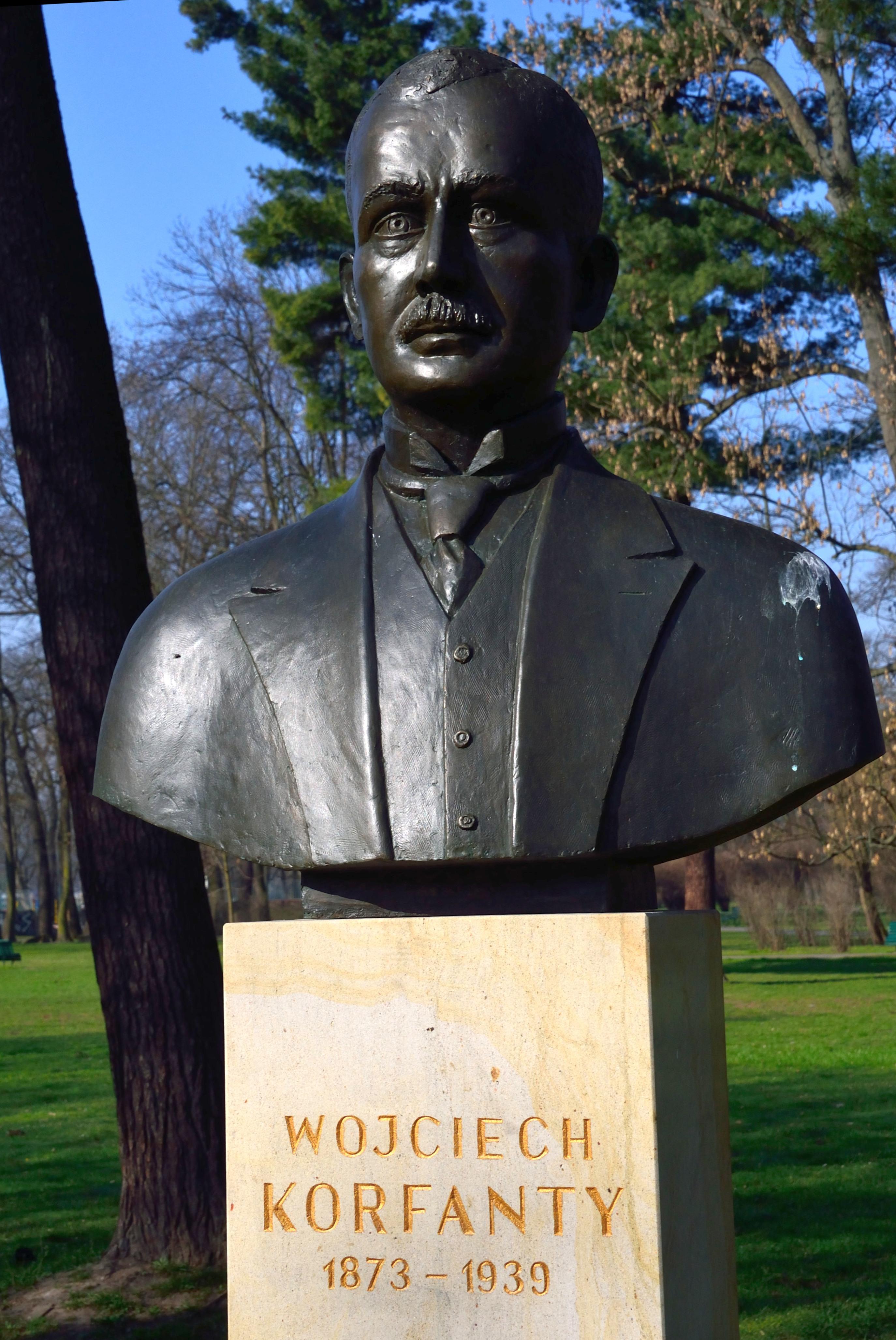
Pomnik Wojciecha Korfantego w Parku Jordana
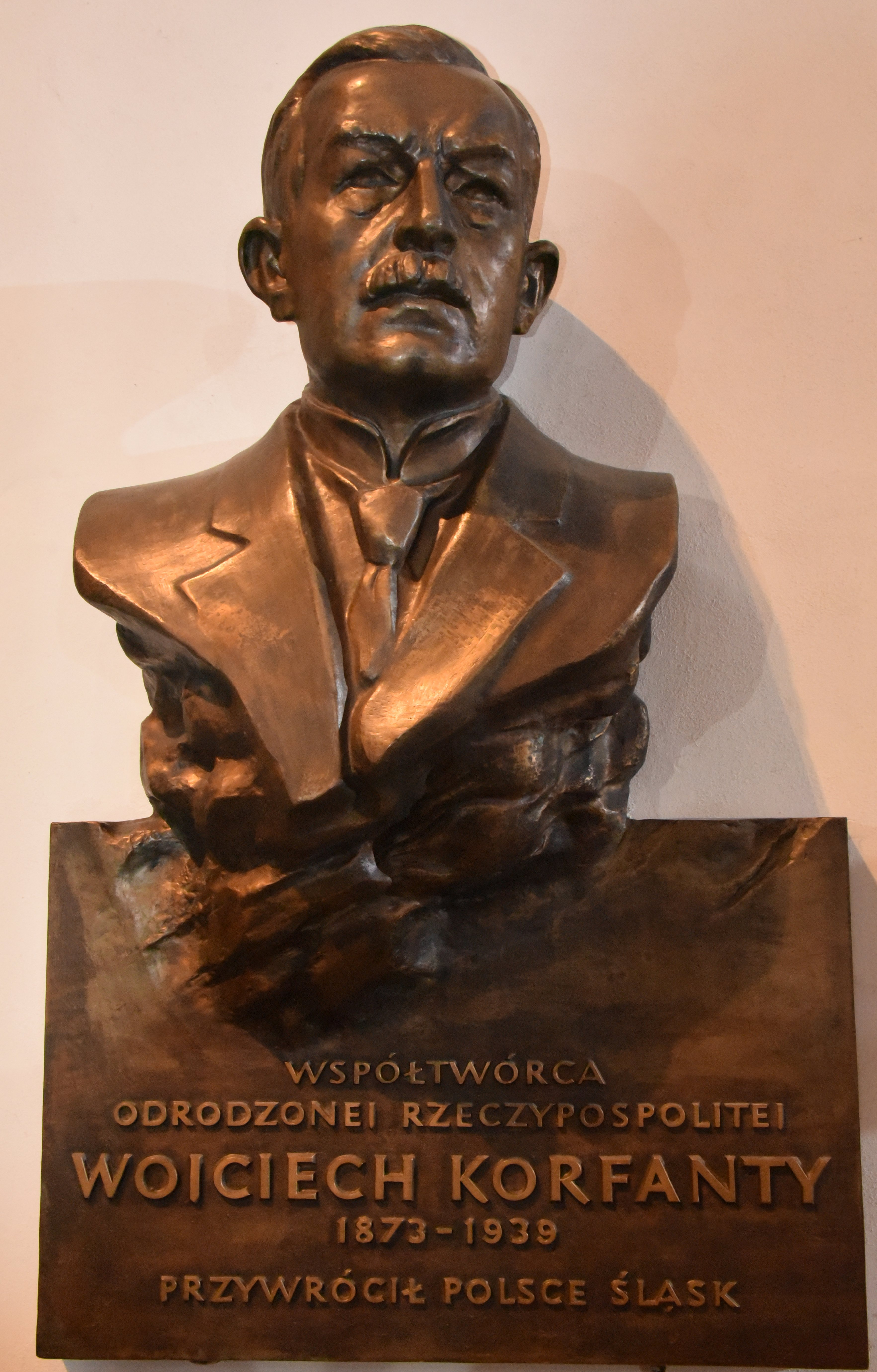
Wojciech Korfanty – popiersie w archikatedrze św. Jana w Warszawie
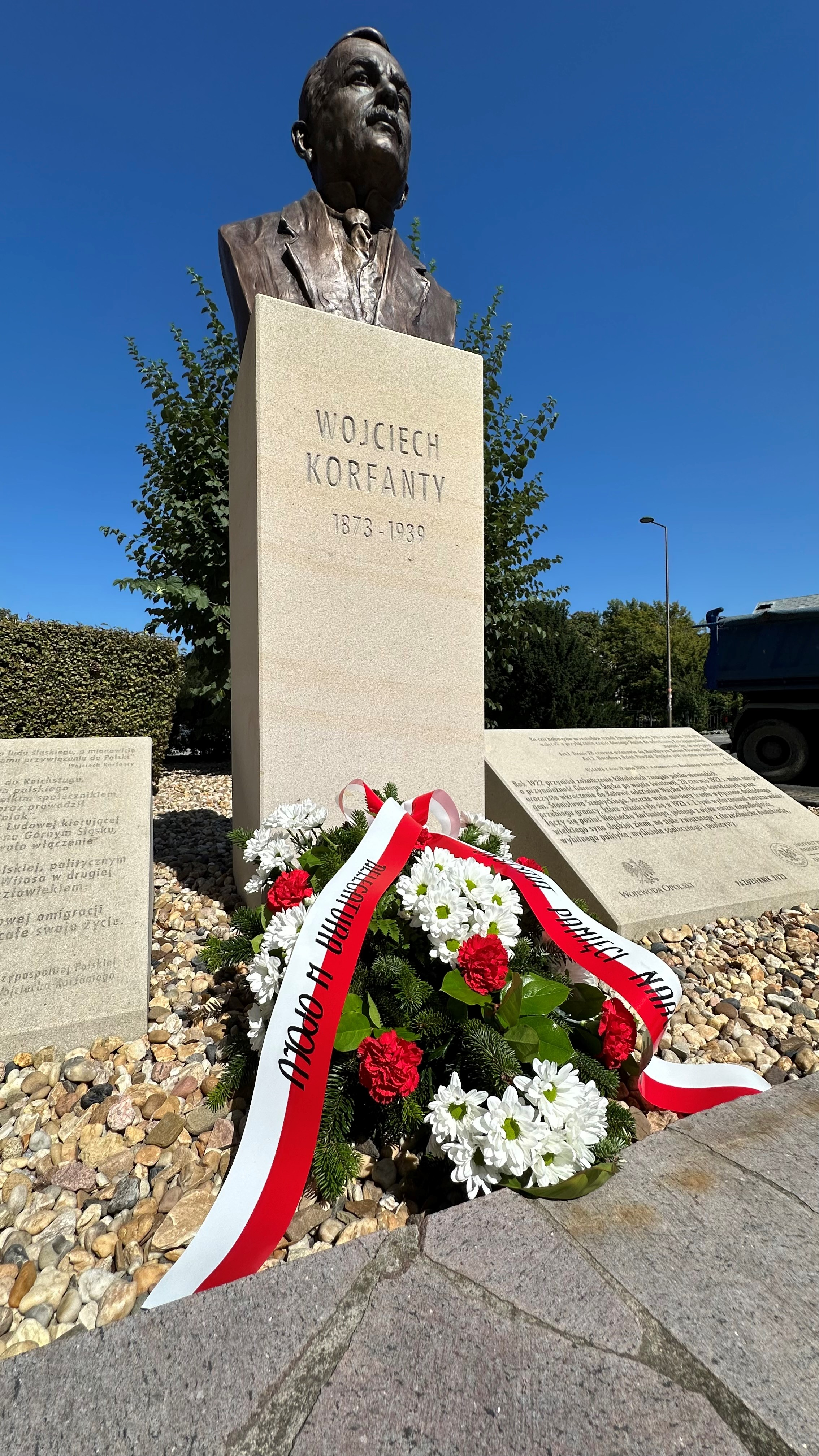
Pomnik Wojciecha Korfantego w Opolu